# Vĩnh Long
Pour les articles homonymes, voir Vĩnh Long (homonymie).
Vĩnh Long est une ville du sud du Việt Nam et la capitale de la province homonyme. Sa population s'élevait à 103 067 habitants en 2009.

## Géographie
Vĩnh Long est arrosée par le Co Chien, un des bras du Mékong, et se trouve à 30 km à l'est de Cần Thơ et à 106 km au sud-ouest de Hô Chi Minh-Ville.

## Historique
Deux batailles y ont eu lieu :

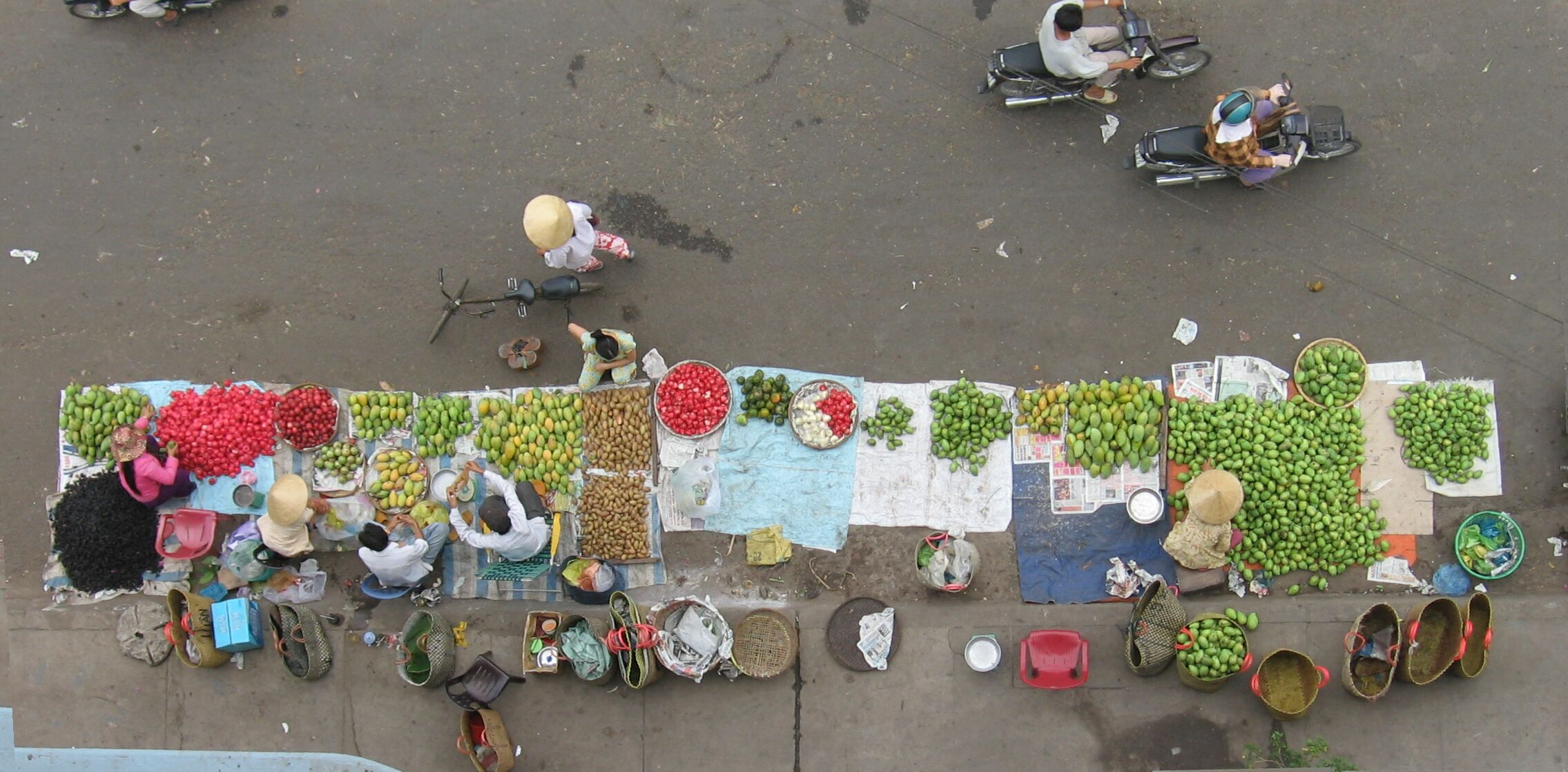
Vente de fruits et légumes à Vĩnh Long (2007).

- le 23 mars 1862, les Français, sous le commandement de l’amiral Bonard, prirent la ville au cours de la Campagne de Cochinchine ;
- le 29 octobre 1945, les Français, sous le commandement du général Leclerc, reprirent la ville au Viet Minh.

## Culte
- Cathédrale Sainte-Anne (catholique), siège du diocèse de Vinh Long[2].

## Personnalités
- Général Charles Chanson (1902-1951), tué lors d'un attentat.